# Atanazy (Lubimow)
Atanazy, imię świeckie: Aleksiej Artiomowicz Lubimow (ur. 1641 w Tiumeni, zm. 26 sierpnia?/6 września 1702 w Chołmogorach) – rosyjski biskup prawosławny.

## Życiorys
Urodził się w rodzinie staroobrzędowców. Najprawdopodobniej w młodości napisał traktat potępiający patriarchę Nikona i jego reformę cerkiewną oraz zapowiadający rychły koniec świata. Następnie porzucił jednak wyznanie rodziców. W 1675 był już igumenem monasteru Zaśnięcia Matki Bożej w Dałmatowie. W 1679 wstąpił do szkoły duchownej przy Monasterze Czudowskim w Moskwie, po czym został w tym monasterze wyświęcony na hieromnicha. W czasie pobytu w Moskwie wystąpił w publicznej dyskusji przeciwko znanemu liderowi staroobrzędowemu, Nikicie Dobryninowi i zbił jego argumenty w sytuacji, gdy patriarcha Moskwy oraz inni hierarchowie nie byli w stanie odpowiedzieć na mowę Dobrynina. Należał do najlepiej wykształconych duchownych rosyjskich swojej epoki: znał język starogrecki, łacinę oraz język niemiecki, był obeznany z literaturą patrystyczną. Wśród jego nauczycieli był uczony mnich ukraiński Epifaniusz (Sławiniecki).
18 marca 1682 został wyświęcony na biskupa chołmogorskiego i ważeskiego, otrzymując natychmiast godność arcybiskupią. Do Chołmogorów dotarł w październiku tego samego roku. Jego podstawowym zadaniem w eparchii była walka z rozwojem ruchu staroobrzędowego. Miał również prowadzić akcję misyjną wśród rdzennych ludów północnej części Rosji europejskiej. Po przybyciu do Chołmogorów opublikował dokument, w którym zalecał zachęcać Lapończyków do przyjmowania prawosławia poprzez głoszenie kazań i działanie własnym przykładem, bez użycia siły. Polecał ponadto przekazywać każdemu ochrzczonemu dwa ruble, zaś parafion nakazał prowadzenie ksiąg rejestrujących nowych wiernych i ich późniejszą aktywność w Kościele. Akcja misyjna wśród rdzennych ludów stanowiła jednak drugorzędny element jego aktywności. Znacznie aktywniej Atanazy zwalczał działalność staroobrzędowców. Po przyjeździe do Chołmogorów dystrybuował we wszystkich parafiach swój traktat wspierający reformy patriarchy Nikona. W porozumieniu z władzą świecką nakazywał aresztowania liderów staroobrzędowych oraz przetrzymywanie ich w więzieniu w Chołmogorach, gdzie byli poddawani torturom, zaś w razie odmowy przejścia do Rosyjskiego Kościoła Prawosławnego – paleni na stosie, do czego jednak dochodziło rzadko. Hierarcha nie poddawał jednak represjom zwykłych wyznawców starego obrzędu, skupiając się na dystrybucji w parafiach nowych ksiąg liturgicznych. W ocenie staroobrzędowców Atanazy (Lubimow) był jednym z największych przeciwników ich ruchu.
Arcybiskup Atanazy powołał do życia żeński monaster Zaśnięcia Matki Bożej w Chołmogorach (na czele którego stanęła jego matka jako ihumenia Paraskiewa) oraz wzniósł sobór katedralny w tym samym mieście. Zainicjował również budowę szeregu murowanych świątyń, które wielokrotnie zastąpiły dawne cerkwie drewniane.
Popierał reformy Piotra Wielkiego, który wielokrotnie spotykał się z nim w Chołmogorach i rozważał powierzenie mu urzędu patriarchy moskiewskiego i całej Rusi.
Zmarł w Chołmogorach i został pochowany w tym samym mieście.